# Чемерин (Брестская область)
Чемери́н (бел. Чамяры́н) — деревня в Пинском районе Брестской области Беларуси. Входит в состав Поречского сельсовета. Расположена в 19 км от автодороги Ивацевичи — Пинск — Столин (Р-6) и в 36 км от города Пинск на берегу реки Ясельда. По переписи населения 2019 года в деревне насчитывалось 150 жителей.

## История
- 1495 год — первое упоминание деревни
- 1654 год — Терлецкие продают часть имения
- 1671 год — вторая часть переходит каштеляну Орде. Позднее становится собственностью Скирмунтов
- 1940—1954 годы — Чемеринский сельсовет, объединяющий деревню Тобулки и близлежащие хутора